# 尧陵禅寺

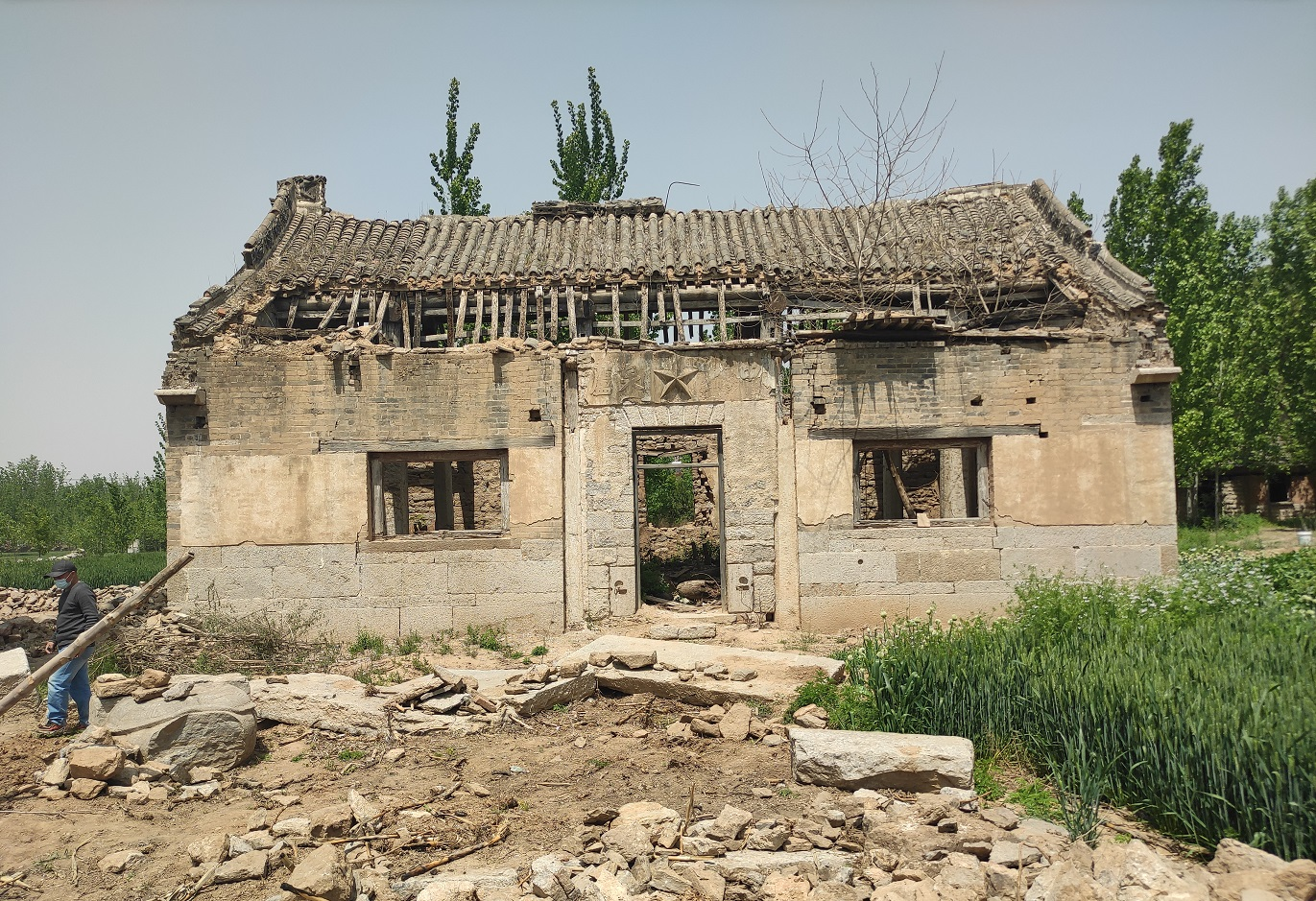
2020年的尧陵禅寺

尧陵禅寺又名崇圣寺，位于山东省东平县梯门镇芦泉村东，为东平县县级文物保护单位。
该寺于明朝洪武年间修建，用于祭祀唐尧，嘉靖年间重修。东平古八景之一的“尧陵揽胜”即在此处。
民国时逐渐荒废。新中国成立之后曾作芦泉农中教学楼使用。2021年该寺经过重修，如今该寺占地约6000平方米，存大殿三间。